# Vojtěch Hynais

Vojtěch Hynais (Viena, 14 de diciembre de 1854 - Praga, 22 de agosto de 1925) fue un pintor checo. 
Era uno de los representantes de la pintura académica en la Belle Époque.

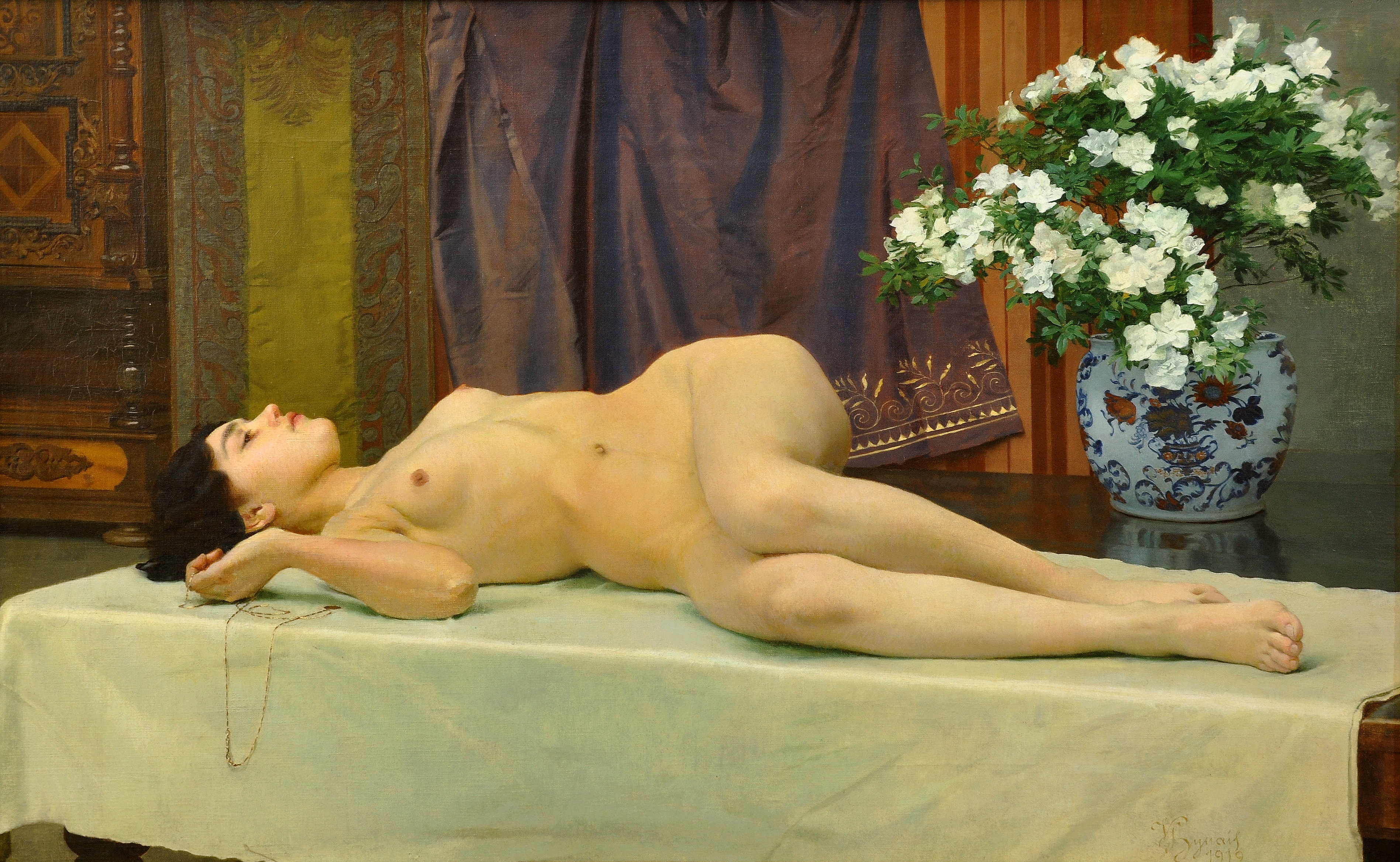
Pintura de Vojtěch Hynais.

## Carrera artística
Entró a los 16 años en la Academia de Bellas Artes de Viena, donde fue alumno de Anselm Feuerbach.
En 1877, viajó a Roma y, al año siguiente, a París. 
En 1893, fue nombrado profesor de la Academia de Bellas Artes de Praga. 
Fue incluido en Les Maîtres de l'affiche.

## Vida personal
Se casó en 1883 con Augusta Voirinova con la que tuvo dos hijos.